# Karmouz War
Karmouz War (conocida en algunos países como No Surrender) es una película de acción, historia y crimen de 2018, dirigida por Peter Mimi, que a su vez la escribió junto a Mohamed El Sobky y protagonizada por Amir Karara, Ghadah Abdulrazeq, Ahmed el-Sakka y Scott Adkins. El filme fue realizado por ElSobky Film y se estrenó el 16 de junio de 2018.

## Sinopsis
Corre la década de 1940, Faruk, ejerce su reinado en Egipto, en esa época una chica es violada por unos soldados británicos, tres jóvenes locales se vengan. Un soldado inglés es arrestado y llevado a la comisaría de Karamouz en Alejandría, presidida por el general Yusuf el-Masri (Amir Karara). El general Frank Adams quiere que le den al soldado británico, pero Yusuf rechaza su pedido. Las tropas inglesas son dirigidas a la estación de policía para sitiarla, luego comienza un enfrentamiento salvaje con el general Yusuf y sus soldados.